# Милован Ђуђић
Милован Ђуђић, познат под надимком Jimi (Нови Сад, 14. фебруар 1993) гитариста је, мулти-инструменталиста, композитор, музички продуцент и текстописац. Оснивач је, гитариста и композитор групе The Petting Blues Band из Новог Сада.

## Биографија
Милован Ђуђић Jimi рођен је у Новом Саду. Инстересовање за музику показује још у најранијем детињству. Гитару свира од своје једанаесте године. 2008. оснива The Petting Blues Band са којим постиже велики успех. Поред матичног бенда, свирао је и сарађивао са многим познатим музичарима широм света.

## Дискографија

### Студијски албуми
- Ridin' The Petting Blues Band (2016)[1] (аранжер, интерпретатор, продуцент, композитор, текстописац)
- Spontaneous The Petting Blues Band (2019)[2][3][4][5] (аранжер, интерпретатор, продуцент, композитор, текстописац)
- Чисто срце Квантно поље (2020) (аранжер, интерпретатор, композитор, продуцент, сниматељ)

### Живи албуми
- Live at „Studio M” The Petting Blues Band (2012) (аранжер, интерпретатор, композитор)

### Сарадња
- Необанализам Контраеволуција (2014) (аранжер, интерпретатор, композитор)
- Хазарске Милош Зубац (2020) (аранжер, интерпретатор, композитор, продуцент, сниматељ)
- ЗБЛ Збогом Брус Ли (интерпретатор)
- Peace, OK? Love Hunters (интерпретатор)
- Live With Friends Blues Trio (интерпретатор)
- Један дан Duca Aradski & Happy Hippy Band (интерпретатор)
- Сузе и смех Duca Aradski & Happy Hippy Band (интерпретатор)
- Хотел прошлости Блуз машина (интерпретатор)
- Baswing 3 The Baswing (интерпретатор)
- Solaris Live Solaris Blues Band (аранжер, интерпретатор, композитор)
- Маховина и микрофонија Саша Радоњић (интерпретатор)

## Занимљивости
Jimi је своју прву гитару добио у замену за очев лаптоп рачунар. Професионално је возио картинг до 14. године и остваривао велике успехе на такмичарским тркама. Чест је гост на наступима YU grupe, на којима свира лап стил гитару. Сам прави своје педале и појачала на којима свира.